# Galega lindblomii
Galega lindblomii är en ärtväxtart som först beskrevs av Hermann August Theodor Harms, och fick sitt nu gällande namn av Jan Bevington Gillett. Galega lindblomii ingår i släktet getrutor, och familjen ärtväxter. Inga underarter finns listade i Catalogue of Life.